# Dera Ghazi Khan
Dera Ghazi Khan é uma cidade do Paquistão localizada na província de Punjab.